# Ökotourismus

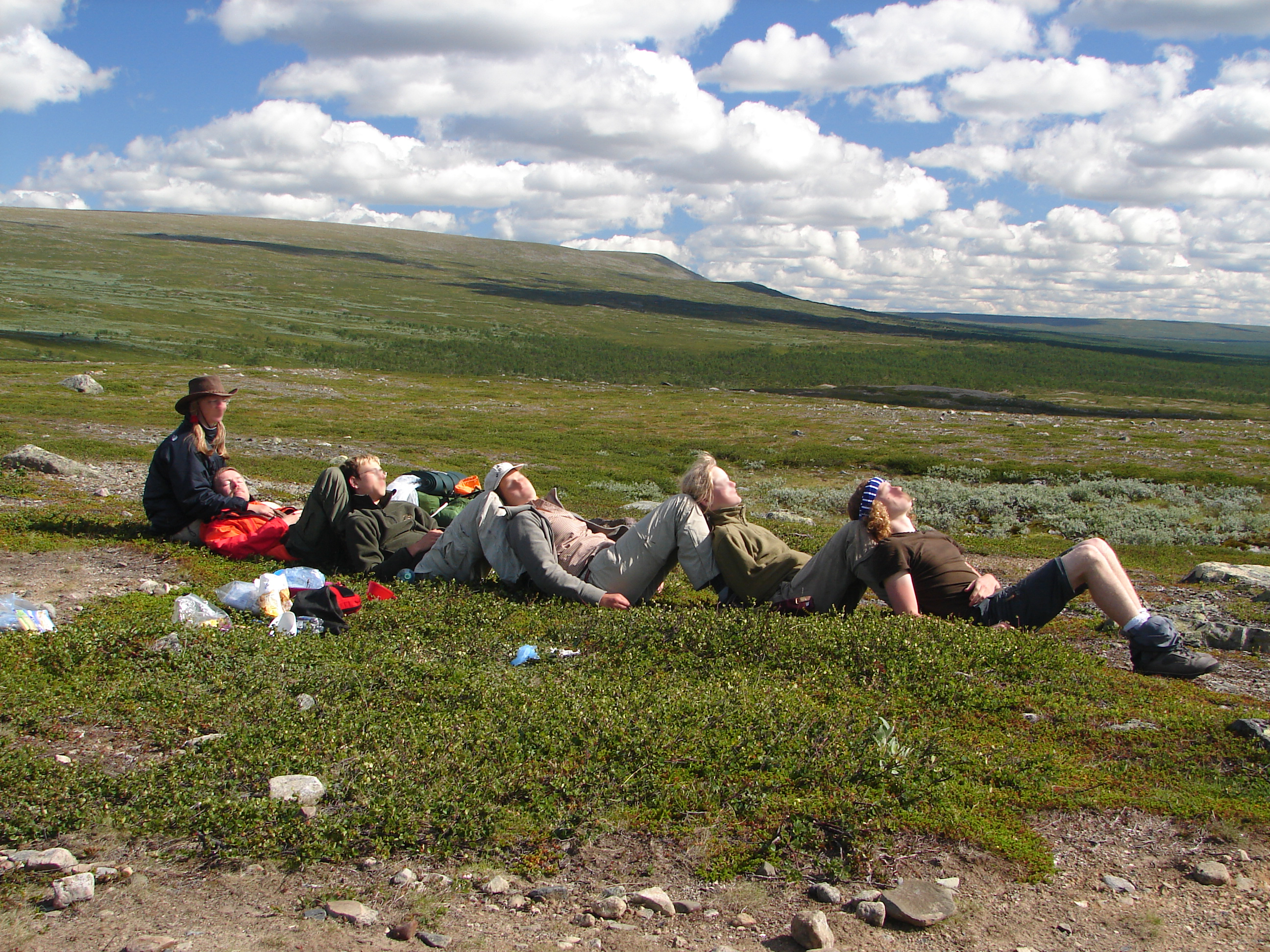
Ökotourismus in schwedisch Lappland: Anreise mit Bahn und Bus, Übernachtung im Zelt oder Unterkünften der Samen, Wandern und Genießen, Informationen zur Flora und Fauna durch die Reiseleitung

Ökotourismus (auch: naturnaher Tourismus) ist eine auf die Belange von Umwelt und ansässiger Bevölkerung besondere Rücksicht nehmende Form des Tourismus.

## Definition
Gemäß der Weltorganisation für Tourismus (UNWTO) umfasst Ökotourismus nicht nur die Grundpfeiler der nachhaltigen Entwicklung im wirtschaftlichen, ökologischen und soziokulturellen Sinne, sondern unterscheidet sich von anderen nachhaltigen Formen des Tourismus durch die strikte Orientierung an folgenden Prinzipien:
- Ökotourismus trägt aktiv zum Erhalt des natürlichen und kulturellen Erbes bei.
- Er berücksichtigt und involviert die lokale oder indigene Bevölkerung und trägt zu deren Wohl bei.
- Er bringt den Besuchern das natürliche und kulturelle Erbe der Destination näher.
- Er eignet sich für Individualreisende oder kleinere organisierte Gruppen.[1][2]

Das Bundesamt für Naturschutz beschreibt Ökotourismus wie folgt:

„Ökologischer Tourismus ist die Weiterentwicklung der Konzeptidee des umweltverträglichen bzw. umweltfreundlichen Tourismus. Da im deutschen Sprachgebrauch Umweltverträglichkeit tendenziell unter anthropozentrischer Sichtweise auf die Umwelt des Menschen eingegrenzt wird, obwohl umfassender eigentlich ein intakter Naturhaushalt und eine auch für wildlebende Pflanzen und Tiere angemessene Umwelt erforderlich ist, ist die Sichtweise im Ökotourismus auf ökosystemare Zusammenhänge ausgedehnt worden. Ziel, insbesondere von wissenschaftlicher und NGO-Seite, ist ein ‚Ökologisch verantwortlicher Tourismus‘.“

Das Wort Ökotourismus bezieht sich dabei meist weniger auf die An- und Abreise, sondern (vor allem international) auf ein umweltfreundliches Verhalten am Urlaubsort.
Zur Definition von Naturtourismus laut GTZ (Ludwig Ellenberg):

„Es handelt sich um ein spezielles Nachfragesegment, welches sich dadurch auszeichnet, dass naturbezogene Aktivitäten in attraktiven naturnahen Landschaften, bevorzugt in Schutzgebieten, ausgeübt werden.“

Dazu zählen:
- Wissenschaftstourismus
- Tierbeobachtungen
- Naturphotographie
- Konsumtive Aktivitäten (Fischen, Jagen)
- Sport und Abenteuertourismus

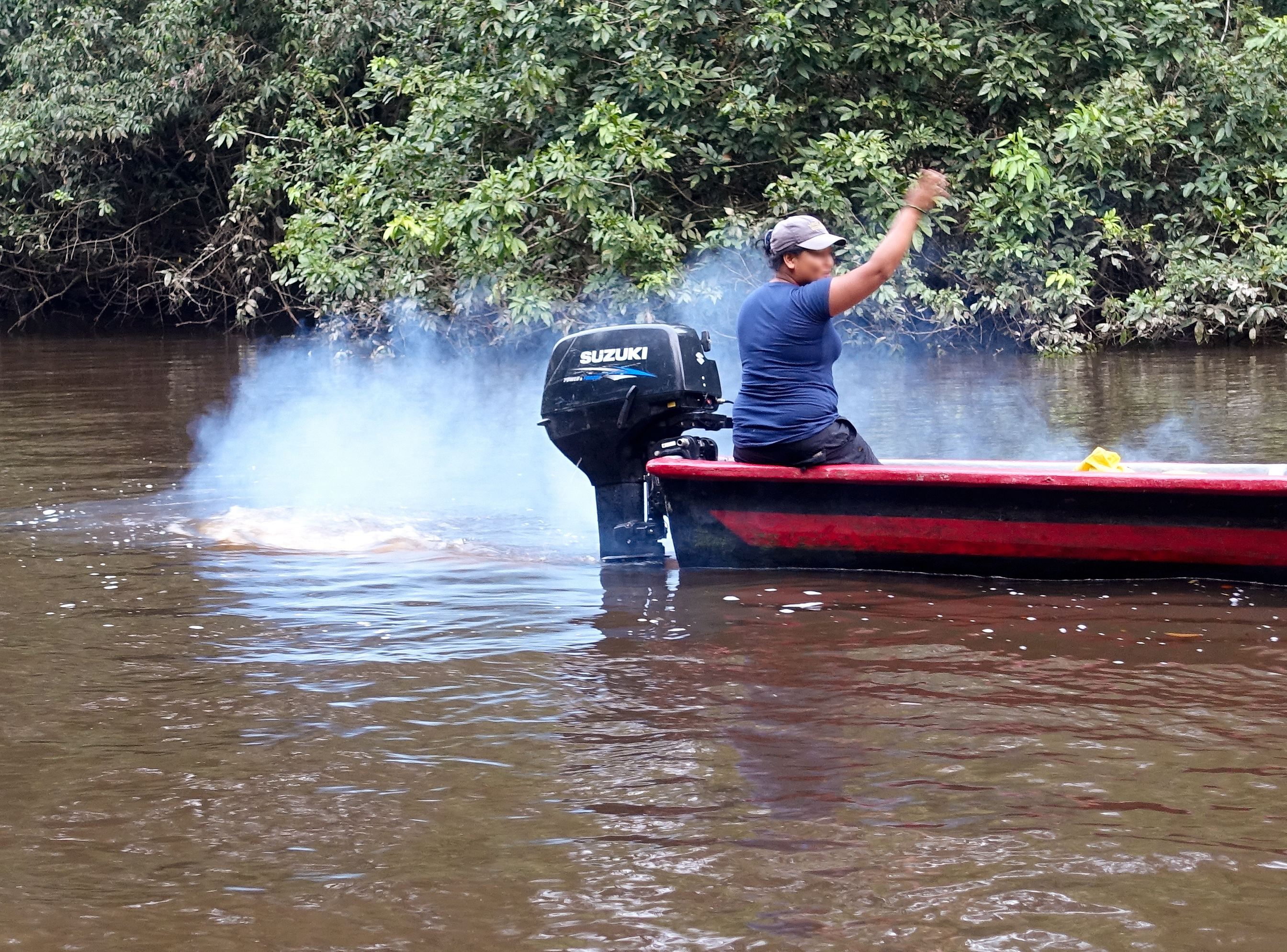
Von den Anbietern als Ökotourismus beworben: Regenwaldtouren mit dem Motorboot ins Wildtier-Reservat Cuyabeno (Ecuador)

Um nicht nur reinen Naturtourismus, sondern Ökotourismus zu betreiben, sollte die Aktivität immer in nachhaltigem Sinne die Natur schützen und einen Beitrag für die lokale Bevölkerung leisten. So lässt sich in den meisten Touristenregionen mit Fotosafaris und Tierbeobachtungen mehr Geld verdienen als mit konsumtiven Aktivitäten wie der Trophäenjagd. Am Beispiel der Grizzlybären an der Pazifikküste zeigte sich, dass Beobachtungstouren das Zwölffache der touristischen Einnahmen aus der Bärenjagd einbringen können.
Die mittlerweile nicht mehr existierende Naturschutz-Organisation PAN Parks Foundation hat ein Konzept erarbeitet, um Ökotourismus, lokale Wirtschaftsförderung und Naturschutz in europäischen Schutzgebieten mit Wildnischarakter zu verbinden. Das Konzept wird von der Organisation European Wilderness Society weitergeführt.
Im spanischen Sprachgebrauch kann mit ecoturismo dagegen ein bloßer Ausflug ins Grüne gemeint sein. In Ecuador wird die Bezeichnung als Marketingstrategie verwendet, um den potentiellen Kunden einen weiteren Grund für den Kauf einer naturtouristischen Reise zu bieten, die jedoch tatsächlich wenig mit umweltfreundlichem Reisen zu tun haben.
Im Vergleich zum Ökotourismus kann nachhaltiger Tourismus nicht nur in beinahe unberührten Gebieten, sondern auch in Städten stattfinden.
Im Einzelnen ergeben sich auch Abgrenzungsschwierigkeiten zu Ausprägungen des Tourismus, die lediglich einen Teilaspekt als ökologisch vermarkten, insgesamt allerdings eine negative Ökobilanz zeigen (Greenwashing).

## Geschichte
Der Begriff Ökotourismus entstand in den 1960er-Jahren in den USA: Ecotourism is responsible travel to natural areas that conserves the environment and sustains the well being of local people (The Ecotourism Society 1991). Namibia war 1990 eines der ersten Länder der Erde, das dem Umweltschutz einen Verfassungsschutz einräumte und seitdem einen ökologischen Tourismus mittels des dafür geschaffenen Ministerium für Umwelt und Tourismus koordiniert.
Im Jahr 1992 rückte das Thema „Nachhaltigkeit“ auch in den Fokus der Vereinten Nationen: Während der Rio-Konferenz verständigte sich die Staatengemeinschaft auf das „Nachhaltigkeitsprinzip“, das auch im Tourismus eine Rolle spielen sollte. Konkret sollten die Gästezufriedenheit und die Stärkung der regionalen Wirtschaft mit dem Naturschutz und der Verbesserung der Lebensqualität der Einheimischen einhergehen. In Deutschland ist es Aufgabe des Bundesamtes für Naturschutz, diese Forderungen durch konkrete Projekte umzusetzen.

## Beispiele
Ökotourismus ist zu einem eigenen Marktsegment geworden und weltweit verbreitet. Zwei Beispiele in Afrika, die der WWF positiv bewertet, sind das Schutzgebiet Kavango-Zambezi (KAZA) und der Virunga-Nationalpark.

## Kritik

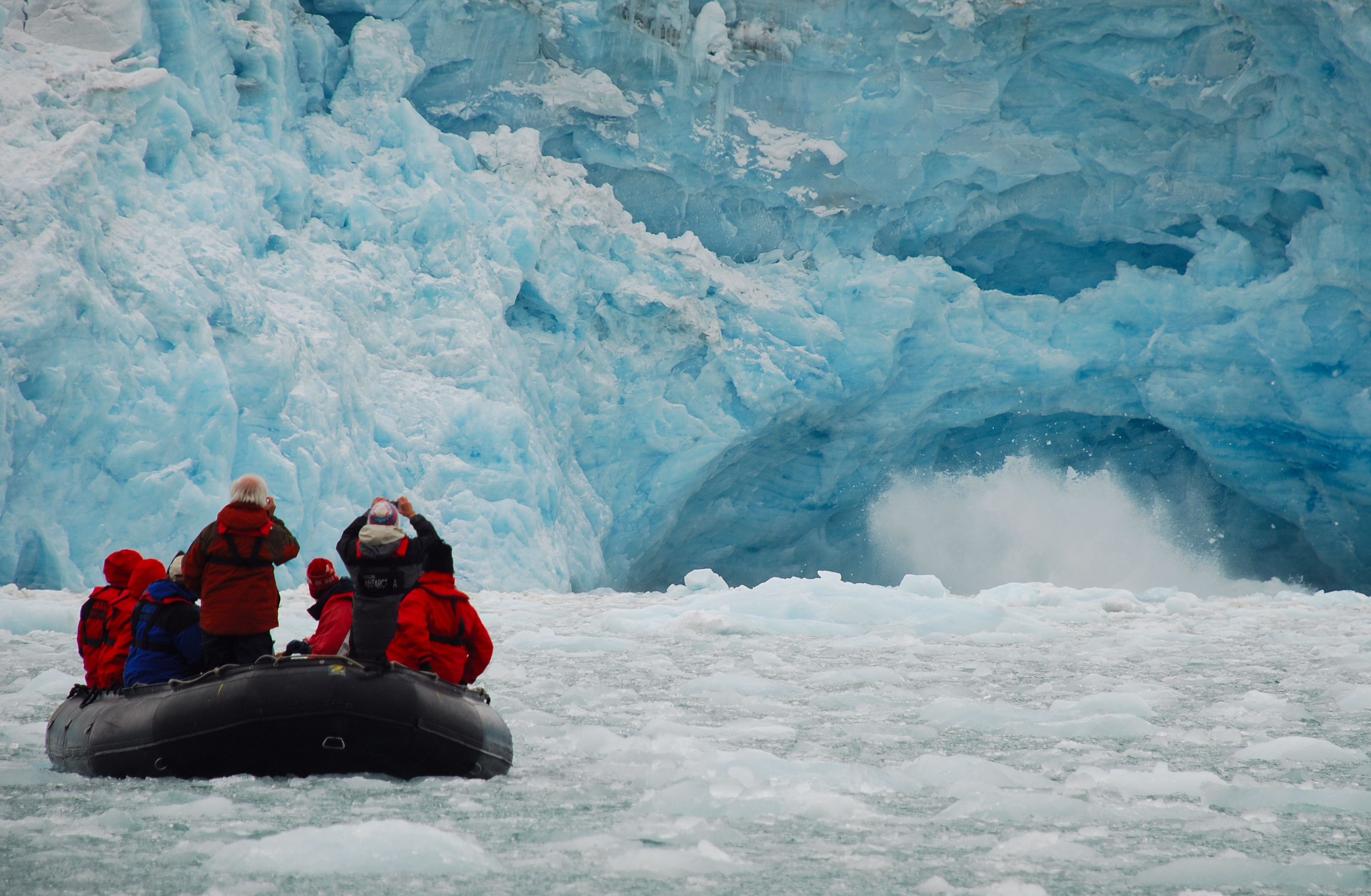
Ist der Naturtourismus in der Arktis Spitzbergens Ökotourismus? Die Inseln sind nur per Flugzeug oder Schiff erreichbar

Meist handelt es sich beim Ökotourismus um Reisen in abgelegene, wenig erschlossene Regionen, die als unberührte Natur für die Ursprünglichkeit ihrer selten gewordenen Flora und Fauna geschätzt werden. Dabei wird gerade diese Naturbelassenheit in Folge einer touristischen Erschließung gefährdet und durch deren negativen Begleiterscheinungen geschädigt. Zum Beispiel wurden in Nepal und Tibet ganze Wälder abgeholzt, um Trekker und Bergsteiger zu beherbergen. Wüstenartige Landstriche bilden sich, die Bodenerosion, Bergstürze und Überschwemmungen zur Folge haben. Eine zusätzliche Belastung ist das hohe Müllaufkommen und die Boden-Wasserverschmutzung.
Kritiker des Ökotourismus weisen darauf hin, dass Gebiete, die für den Ökotourismus geöffnet werden, bald ausgedehnte Erschließungen samt Infrastrukturausbau und schließlich auch Massentourismus mit all seinen umweltschädigenden Auswirkungen nach sich ziehen können. So galt für die Seychellen über Jahre eine selbstverordnete Obergrenze von 125.000 Besuchern pro Jahr. Um diese zu erhöhen, sobald sich die Möglichkeit bot, wurden Arbeitskräfte importiert. So wurde die Abhängigkeit vom Tourismus verstärkt und ein instabiles System geschaffen.
Besonders gefährdet seien Entwicklungsländer mit ihren eher geringen Umweltschutzauflagen, da sie für ausländische Tourismusunternehmen, die mit geringem Kapitaleinsatz hohe Gewinne erzielen wollen, besonders attraktiv seien. Außerdem werde die Anreise – vielfach mit dem stark umweltschädigenden Flugzeug – außer Acht gelassen. Auch die Ausgaben für den Schutz ökologischer und sozialer Ressourcen sowie für die von Touristen und Einheimischen genutzten Infrastruktur, werden selten als Kosten des Tourismus erfasst.
Im Übrigen bringt auch der Ökotourismus selbst Belastungen für das Zielgebiet mit sich. Die Idee, der Tourismus solle den Schutz der Natur mitfinanzieren und eine wirtschaftliche Alternative zur Jagdindustrie bieten, erscheint sinnvoll, doch geht die Rechnung oft nicht auf: So bringen etwa Reisen in die Laichgebiete von Meeresschildkröten, mit denen angeblich deren Schutz finanziert wird, unabsehbare und vielleicht nicht offensichtliche Beeinträchtigungen des betreffenden Ökosystems mit sich. Hier wäre zum Beispiel die Verschmutzung des Lebensraumes der Schildkröte durch die Hotelabwässer zu nennen, die in Entwicklungsländern oftmals ungeklärt in das Meer eingeleitet werden. Auch halten die Einnahmen aus dem Safari- und Tauchtourismus in Kenia keineswegs das Riffesterben auf. Die ökologischen Belastungen durch den Tourismus jenseits der Parkzäune und auf dem Weg bis an die Tore der Parks müssten vollumfänglich einbezogen werden, um ihre ökologische Nachhaltigkeit bewerten zu können. Eine naturverträgliche Lenkung der steigenden Besucherzahlen kostet zusätzlich Geld, das die Kassen vieler Parkverwaltungen nicht hergeben. Umweltverschmutzung und ein hoher Ressourcenverbrauch sind direkte Folgen touristischer Aktivitäten und der dafür erbauten Infrastruktur.
Probleme ergeben sich auch im Kulturbereich. Besonders betroffen sind insofern die indigenen Völker, die rund 300 Millionen Menschen, die schätzungsweise 90 Prozent der Gebiete bewohnen, welche die höchste Artenvielfalt und die seltensten Arten der Welt beherbergen. Sie wurden etwa im Zuge ökologisch motivierter Tourismusprojekte aus ihrem angestammten Lebensraum vertrieben, indem ihnen das Betreten der Schutzgebiete durch Zäune verwehrt wurde. Da ihre Landrechte juristisch sehr labil sind, stellt der Tourismus vielfach eine reale Gefährdung ihrer Existenzgrundlage dar.

## Sonstiges
Die UNO erkor 2002 zum internationalen Jahr des Ökotourismus.